# John Michael Bachem
John Michael Bachem (* 1. April 1953 in Leverkusen) ist ein deutscher Bildhauer und Zeichner.

## Leben
Von 1975 bis 1981 studierte er bei Hans Karl Burgeff. In den Jahren von 1981 bis 1985 schloss er ein Aufbaustudium bei Burgeff und als Gast bei Daniel Spoerri an.
Seit 1981 arbeitet er mit eigenem Atelier in Köln, seit 2014 in Bergisch Gladbach an der Realisation von Skulpturen, Plastiken, Objekten und Räumen, u. a. für Arbeiten im öffentlichen Raum.
Von 1987 bis 2001 lehrte er als Dozent an der Fachhochschule Köln das Wahlpflichtfach Modellieren.
Seit 1985 ist er Mitglied im Bundesverband Bildender Künstler Köln, den er von 1996 bis 2006 als Vorstandsmitglied vertrat. Von 2006 bis 2018 engagierte er sich aktiv im BBK Landesverband NRW.

## Werk
John Michael Bachem konzentriert sich auf die menschliche Figur und stellt sich damit in eine figurative Tradition mit expressivem Gestus und Abstraktionstendenzen. Darin folgte er den bildhauerischen Entwicklungen, die u. a. mit den Namen Ewald Mataré, Gerhard Marcks und Ludwig Gies verbunden sind. Diese Arbeiten zeigen oft einen spannungsvollen, expressiven Gestus, der durch Längungen verstärkt wird. Zentrale Themen sind dabei Vergänglichkeit und Verlust, Last und Gleichgewicht. Daneben ist John Bachem als Medailleur tätig.

## Arbeiten im öffentlichen Raum (Auswahl)
- 1990 – 1992: zwei Figuren für das neue Figurenprogramm am Kölner Ratsturm (siehe Rathaus Köln Liste der Kölner Ratsfiguren)[2]
  - Hl. Petrus[2] S. 629–631
  - Hl. Bruno[2] S. 607–609
- 1994: Dora-Dorette-Plakette am Haus Landsbergstraße Köln[1]
- 1997: Gedenktafel an Albert Richter an der A.R. Radsportbahn, Müngersdorfer Stadion in Köln[4]
- 2004 Skulptur „Leicht und Schwer gepaart“ im Schlosspark Köln-Stammheim[5]

## Ausstellungen (Auswahl)
- 1998 Köln Kunst 5, Kunsthalle Köln
- 1999 Cast-Art 3 Messehallen Düsseldorf
- 2006 Rheinische Medaillenkünstler, Kunsthaus Lempertz Köln[1]
- 2008 „Zusammenwachsen“ Galeria ZPAP, Katowice, Polen
- 2017, 2018, 2019, 2020, 2021: Skulpturenpark SinnesWald Leichlingen[6]

## Einzelausstellungen  (Auswahl)
- 1988, 1993 und 2001 Galerie Toennissen Köln-Rodenkirchen
- 1994 LUSO Ausstellungshalle Deutzer Werft Köln